# سیمو دولستر
سیمو دولستر (فرانسوی: Simon Delestre‎؛ زادهٔ ۲۱ ژوئن ۱۹۸۱) سوارکار اهل فرانسه است.